# Albinovana (gente)
A gente Albinovana foi uma família plebeia pouco conhecida na Roma antiga. Nenhum membro dessa gens é registrado como tendo ocupado altos cargos no estado romano, e poucos são mencionados na história. A família é talvez mais reconhecida por Publius Albinovanus, um notório participante da guerra civil entre Mário e Sula, e pelo poeta do primeiro século Albinovanus Pedo. Vários Albinovani são conhecidos através de inscrições.

## Origem
O nome Albinovanus pertence a uma classe de gentilicia que termina em -anus, sendo que alguns derivam de nomes de lugares, mas muitos também são típicos da Etrúria. O primeiro membro dessa família a aparecer na história, Publius Albinovanus, era um dos partidários de Gaius Marius, que, de fato, tinha uma grande clientela etrusca, o que torna essa uma origem provável para os Albinovani. O mesmo Albinovanus mais tarde comandou uma legião de Lucanos em 82 a.C., sugerindo uma afinidade com essa região, embora não haja mais evidências que sustentem tal conexão. Em estudos mais antigos, Albinovanus não era reconhecido como um nomen gentilicium, sendo considerado um cognomen de outra gens. Publius Albinovanus, o partidário de Mário, foi pensado como pertencente à gens Tullia, sendo identificado como "Publius Tullius Albinovanus".

## Praenomina
Os únicos praenomina associados aos Albinovani mencionados por escritores romanos ou encontrados em inscrições são Publius e Gaius, dois dos nomes mais comuns em todos os períodos da história romana.

## Membros
- Publius Albinovanus, um partidário de Mário, que foi proscrito por Sula em 88 a.C. Mais tarde, como legado de Gaius Norbanus, Albinovanus obteve o perdão de Sula ao convidar os principais oficiais de Norbanus para um banquete, onde os assassinou, e então traiu Ariminium para as forças de Sula. Florus refere-se erroneamente a Albinovanus como um dos cônsules de 88 a.C.[6][7][4][8][9]
- Publius Albinovanus, um dos flamines minores no Colégio de Pontífices de pelo menos 69 a.C. até 57 a.C. ou mais tarde. Cícero e Macróbio o mencionam em uma lista de pontífices, mas não identificam seu sacerdócio de forma mais específica. Ele pode ser o mesmo Albinovanus que inicialmente se aliou a Mário e depois a Sula durante a primeira guerra civil.[10][11][12][13]
- Albinovanus, um dos acusadores de Publius Sestius, que Cícero defendeu em uma acusação de vis em 56 a.C. Cícero contestou o testemunho de Publius Vatinius, o principal acusador de Sestius, que primeiro alegou não conhecer bem Albinovanus, mas depois admitiu ter discutido o caso contra Sestius em detalhes com ele.[14][15]
- Albinovanus Celsus, um scriba e companheiro de Tibério, mencionado por Horácio em 20 d.C. Ele é provavelmente a mesma pessoa que o poeta Celsus mencionado por Horácio, cuja morte é lamentada por Ovídio. Ele provavelmente era o pai ou irmão de Albinovanus Pedo.[16][17][18][19]
- (Gaius) Albinovanus Pedo,[i] um poeta e amigo de Ovídio, é provavelmente o mesmo Pedo que comandou a cavalaria de Germânico durante a campanha deste último na Germânia em 15 d.C.[21][22][23][24][25][20]

### Albinovani de inscrições
- Publius Albinovanus, mencionado em uma inscrição de Roma, possivelmente identificado com o partidário de Mário ou o pontífice.[26]
- Albinovana P. l. Ac[...], uma liberta de Publius Albinovanus, mencionada em uma inscrição de Roma, datada do primeiro século a.C.[27]
- Albinovana Felicula, commemorada em uma inscrição de Roma por ter feito um presente de algum tipo a seu irmão, Albinovanus Priscus. A inscrição é considerada do meio ou final do primeiro século, mas pode ser uma falsificação.[28]
- Albinovana C. l. Iame, uma liberta que dedicou um sepulcro familiar do primeiro século em Roma para seus pais, Lúcio Ópio Iamo e Oppia Grapte.[29]
- Publius Albinovanus P. l. Meander, um dos libertos de Publius Albinovanus, mencionado em uma inscrição de Roma, datada do primeiro século a.C.[27]
- Albinovana P. l. Nice, uma liberta mencionada em uma inscrição de Roma, datada da dinastia Julio-Claudiana.[30]
- Publius Albinovanus P. l. Philippus, um dos libertos de Publius Albinovanus, mencionado em uma inscrição de Roma, datada do primeiro século a.C.[27]
- Publius Albinovanus P. l. Philomusus, um dos libertos de Publius Albinovanus, mencionado em uma inscrição de Roma, datada do primeiro século a.C.[27]
- Albinovanus Philoxenus, junto com Otatius Eros, Lollius Secundus e Didius Primus, fez uma oferta aos deuses da razão, commemorada em uma inscrição datada da primeira metade do primeiro século, proveniente da região dos Marsi, encontrada em Pereto moderno.[31]
- Albinovanus Priscus, recebeu um presente de sua irmã, Albinovana Felicula, segundo uma inscrição do primeiro século de Roma, possivelmente uma falsificação moderna.[28]
- Albinovana C. f. Threpte, filha de Gaius Albinovanus Threptus, que construiu um túmulo do segundo século em Roma para ela.[32]
- Gaius Albinovanus Threptus, dedicou um túmulo do segundo século em Roma para sua filha, Albinovana Threpte.[32]
- Gaius Albinovanus Xan[...], enterrado em Roma em um túmulo construído por Oppia Thumele para si mesma e Albinovanus.[33]
- Albinovana Ɔ. l. Zenis, uma liberta mencionada junto com o liberto Lúcio Aquílio Surus, em uma inscrição de Roma datada da primeira metade do primeiro século.[34]